# 1977年全豪オープン (12月)
1977年12月 全豪オープン（1977ねん12がつぜんごうオープン、Australian Open 1977/12）は、オーストラリア・メルボルン市内にある「クーヨン・テニスクラブ」にて、1977年12月19日から31日まで開催された。

## 大会の流れ
- 本年度の全豪オープンは、年頭の1月開催大会と年末の12月開催大会の2度行われた。年末大会は、2週間の開催期間で実施された。
- 大会会場はメルボルン市内にある「クーヨン・テニスクラブ」の芝生コートで開催。
- 男子シングルスは「64名」の選手による6回戦制で行われた。女子シングルスは「32名」の選手による5回戦制で、シード選手は8名であった。
- 混合ダブルスは、1970年から1985年まで競技の実施が中止されていた。したがって、記事中の「決勝戦の結果」に混合ダブルスはなく、4部門のみの記載になる。

## シード選手

### 男子シングルス
1. ビタス・ゲルレイティス　（初優勝）
2. ロスコー・タナー　（1回戦）
3. トニー・ローチ　（1回戦）
4. ケン・ローズウォール　（ベスト8）
5. フィル・デント　（2回戦）
6. ジョン・アレクサンダー　（ベスト4）
7. スタン・スミス　（3回戦）
8. ティム・ガリクソン　（3回戦）
9. （大会開始前に棄権）
10. （大会開始前に棄権）
11. （大会開始前に棄権）
12. ジョン・ロイド　（準優勝）
13. コリン・ディブリー　（2回戦）
14. カール・マイラー　（3回戦）
15. ビル・スカンロン　（3回戦）
16. キム・ウォーウィック　（1回戦）

### 女子シングルス
1. イボンヌ・グーラゴング・コーリー　（優勝、大会4連覇）
2. スー・バーカー　（ベスト4）
3. ケリー・レイド　（ベスト4）
4. モナ・ゲラント　（ベスト8）
5. ヘレン・グーレイ・コーリー　（準優勝）
6. ヘレナ・アンリオット　（1回戦）
7. キャスリーン・ハーター　（ベスト8）
8. レイニ・フォックス　（ベスト8）

## 大会経過

### 男子シングルス
準々決勝
- ビタス・ゲルレイティス vs.  レイ・ラッフェルズ　6-7, 6-4, 6-4, 6-2
- ジョン・アレクサンダー vs.  ケン・ローズウォール　7-6, 7-6, 4-6, 6-1
- ジョン・ロイド vs.  ジョン・ニューカム　3-6, 6-3, 7-5, 7-5
- ボブ・ギルティナン vs.  ロビン・ドリスデール　6-4, 6-4, 3-6, 7-6

準決勝
- ビタス・ゲルレイティス vs.  ジョン・アレクサンダー　6-1, 6-2, 6-4
- ジョン・ロイド vs.  ボブ・ギルティナン　6-4, 6-2, 6-0

### 女子シングルス
準々決勝
- イボンヌ・グーラゴング・コーリー vs.  ジュディ・テガート・ドールトン　6-3, 6-1
- ケリー・レイド vs.  キャスリーン・ハーター　6-1, 7-5
- ヘレン・グーレイ・コーリー vs.  モナ・ゲラント　3-6, 6-1, 6-4
- スー・バーカー vs.  レイニ・フォックス　6-3, 6-0

準決勝
- イボンヌ・グーラゴング・コーリー vs.  ケリー・レイド　6-1, 6-3
- ヘレン・グーレイ・コーリー vs.  スー・バーカー　7-5, 6-4

## 決勝戦の結果
- 男子シングルス： ビタス・ゲルレイティス vs.  ジョン・ロイド　6-3, 7-6, 5-7, 3-6, 6-2
- 女子シングルス： イボンヌ・グーラゴング・コーリー vs.  ヘレン・グーレイ・コーリー　6-3, 6-0
- 男子ダブルス： レイ・ラッフェルズ＆ アラン・ストーン vs.  ジョン・アレクサンダー＆ フィル・デント　7-6, 7-6
- 女子ダブルス： イボンヌ・グーラゴング・コーリー＆ ヘレン・グーレイ・コーリー //  ケリー・レイド＆ モナ・ゲラント　決勝戦実施なし（雨天のため）

## みどころ
- 全豪オープンで1974年-1976年の大会3連覇を達成したイボンヌ・グーラゴングが、出産直後の復帰戦で優勝を飾った。コーリーは年頭の1月開催大会を欠場し、5月に長女を出産した。大会記録上ではグーラゴング・コーリーの「全豪オープン女子シングルス4連覇」が成立する。